# Nissan Pulsar
Nissan Pulsar — субкомпактний та компактний автомобіль, що вироблявся японським автовиробником Nissan з 1978 року по 2000 рік, коли його замінили на Nissan Bluebird Sylphy на японському ринку. У період з 2000 по 2005 рік, а потім з 2012 року, назва "Пульсар" використовувалася в Австралії та деяких азійських країнах для позначення перероблених версій Sylphy та аналогічної моделі Tiida. У 2014 році виключно для європейського ринку було представлено нову модель Pulsar (C13) для заміни Tiida.
Оригінальний Pulsar пропонувався в кузові хетчбек, який продавався як більша п'ятидверна альтернатива хетчбеку Nissan Cherry. Незважаючи на те, що моделі Pulsar були оснащені переднім приводом, Nissan також пропонував повноприводні модифікації на окремих моделях на глобальному ринку.
Pulsar, проданий в Японії, спочатку служив проміжною моделлю, представленою в дилерському представництві Nissan Cherry Store між Nissan Violet та Cherry, тоді як різні версії Pulsar, що продаються в інших японських мережах, служили базовою моделлю та іншими великими продуктами Nissan. Різні моделі на базі Pulsar експортувалися під назвами "Sunny", "Cherry" або "Sentra".

## Японська N серія

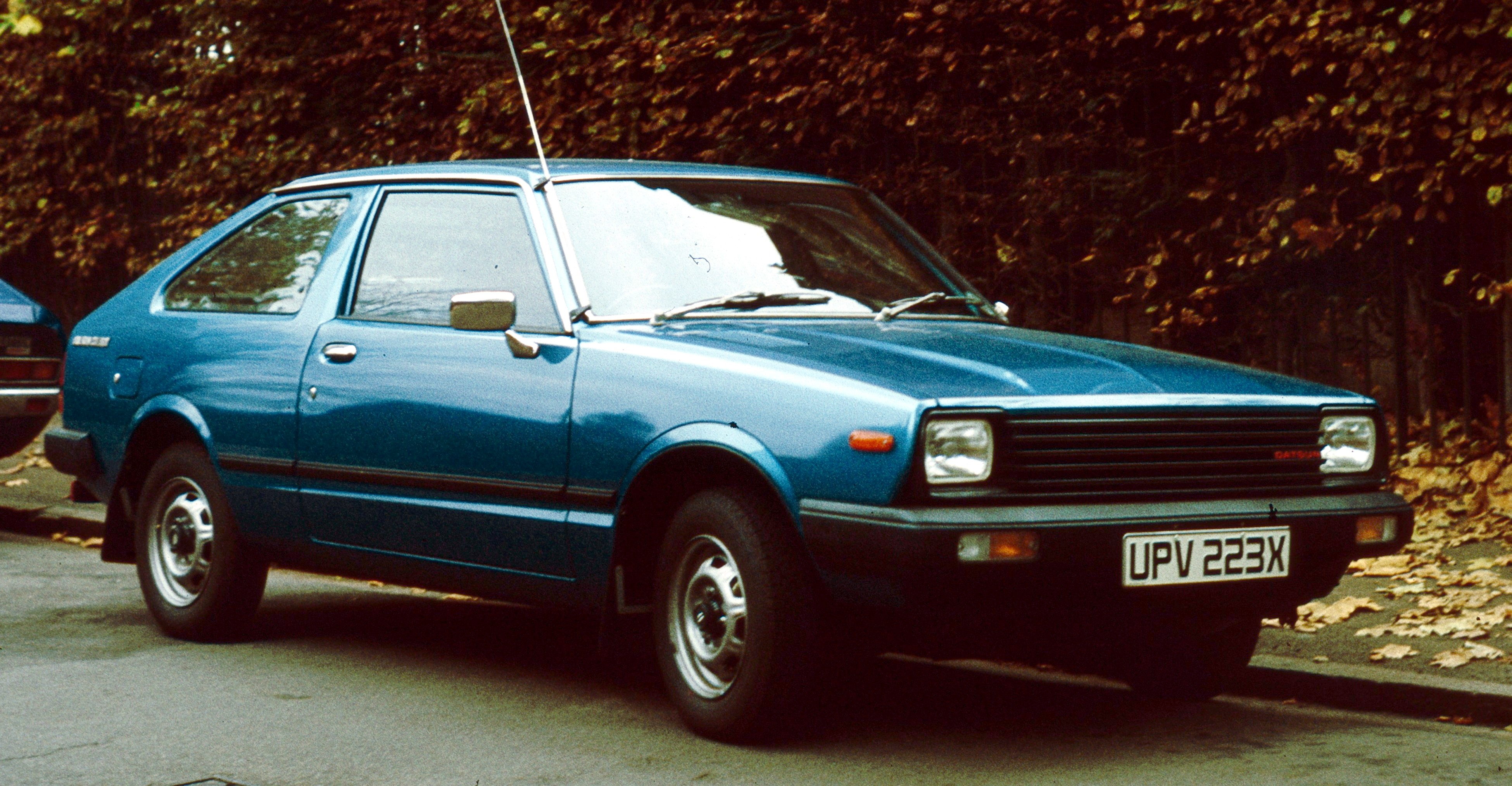
Nissan Pulsar N10, N11 (1978–1982)
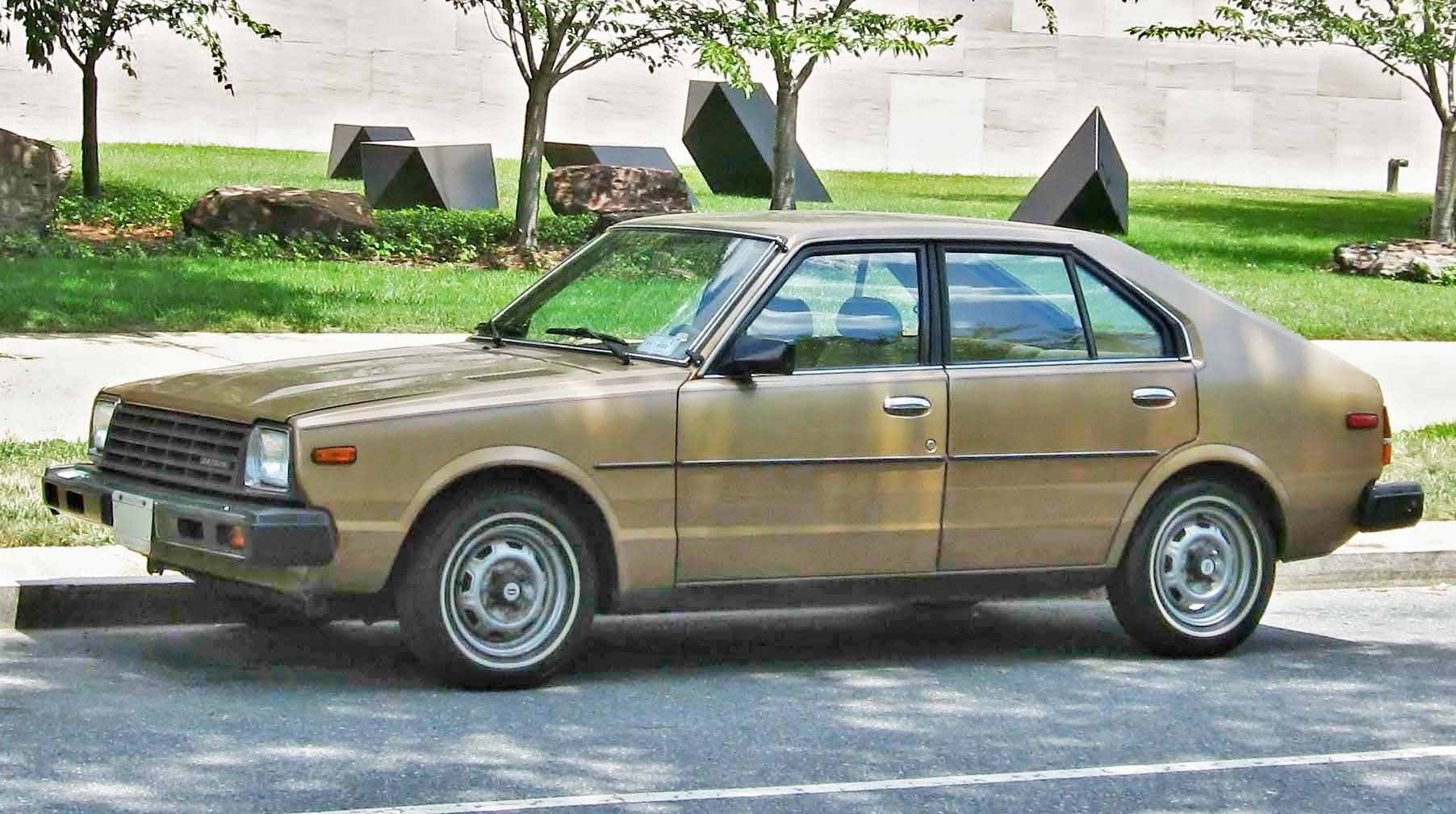
Datsun 310
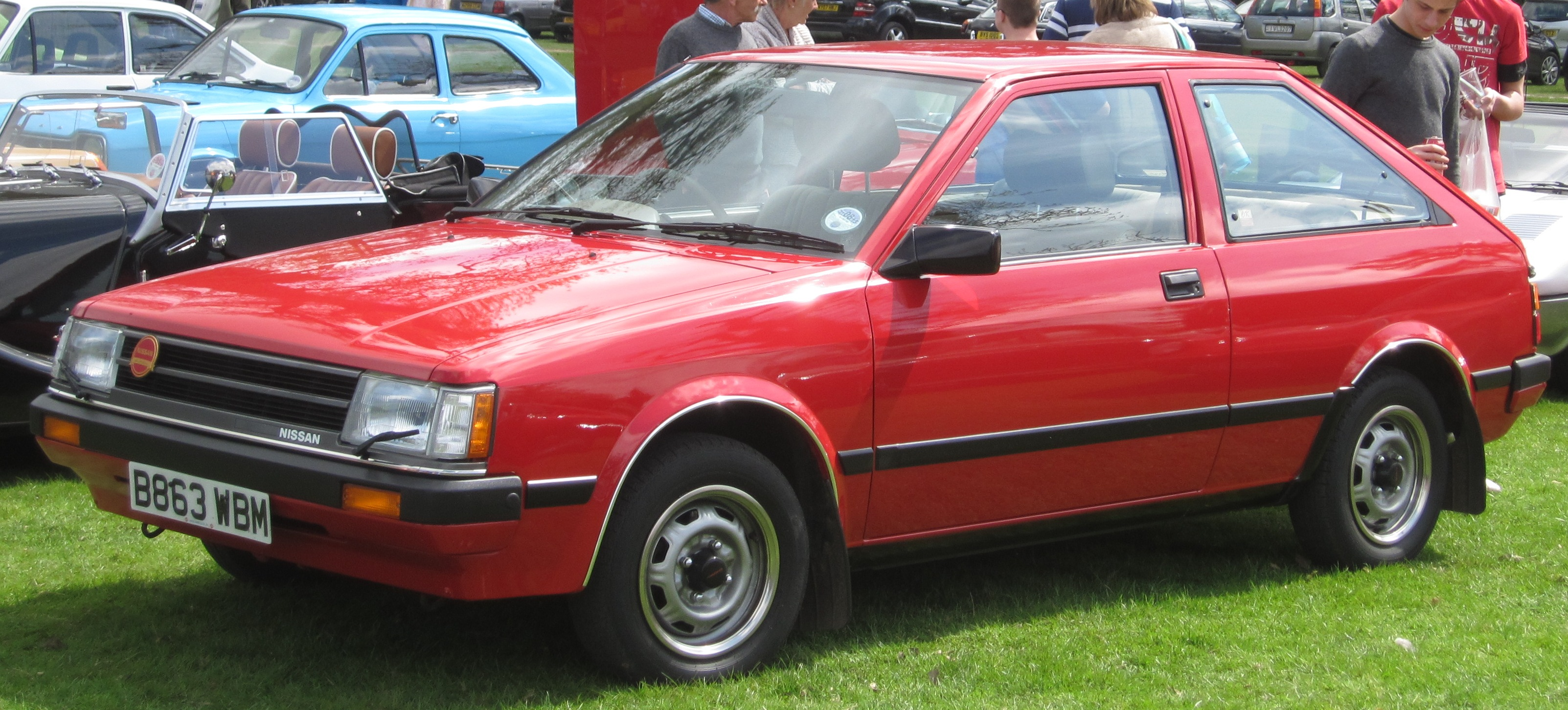
Nissan Pulsar N12 (1982–1986)
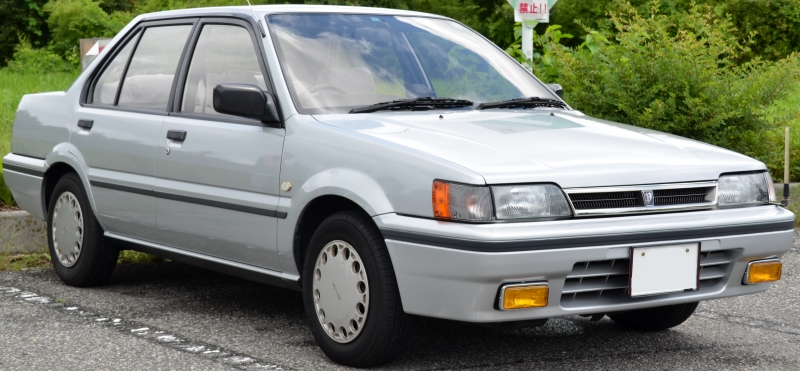
Nissan Pulsar N13 (1986–1990)
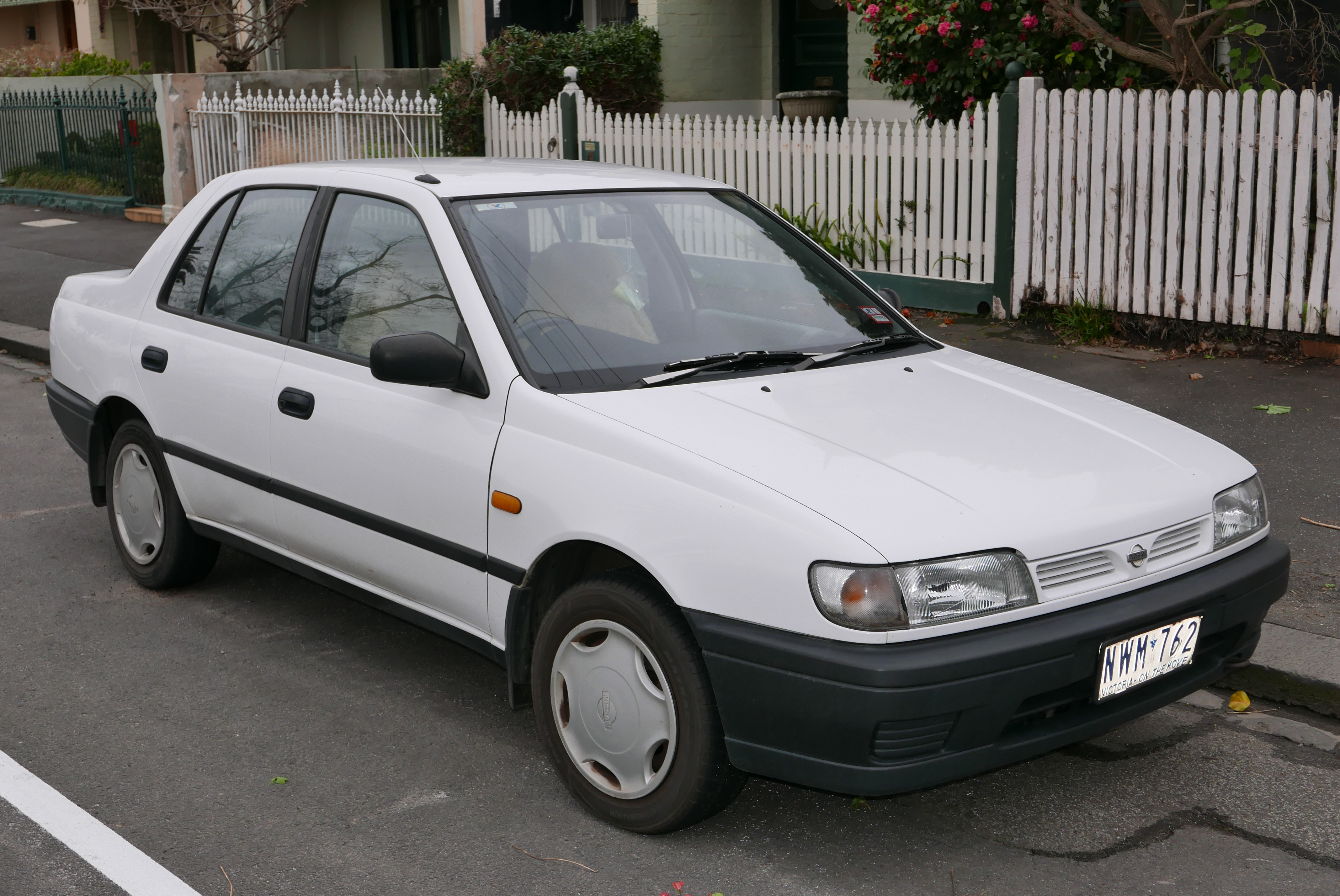
Nissan Pulsar N14 (1990–1995)
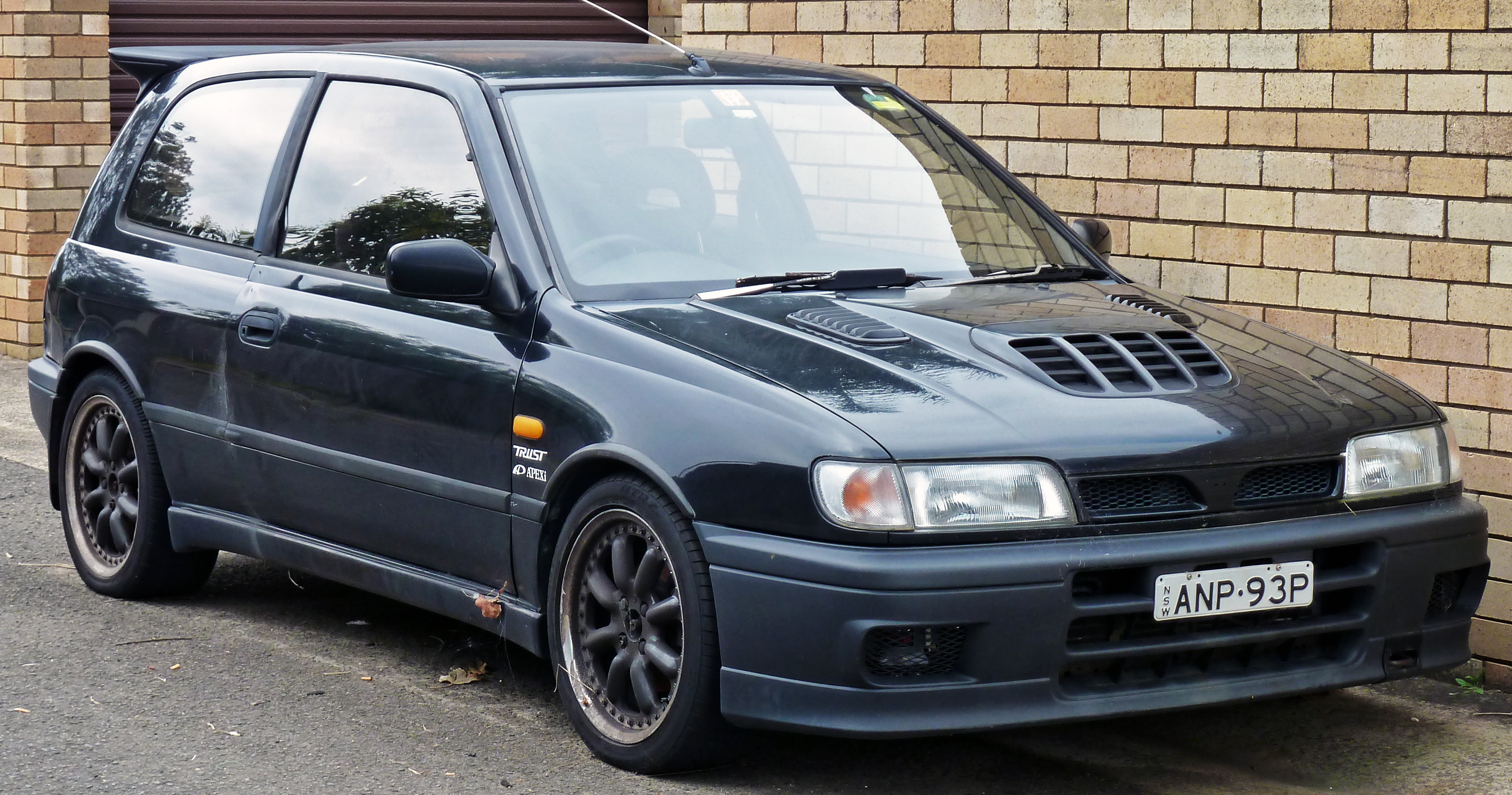
Nissan Pulsar GTI-R
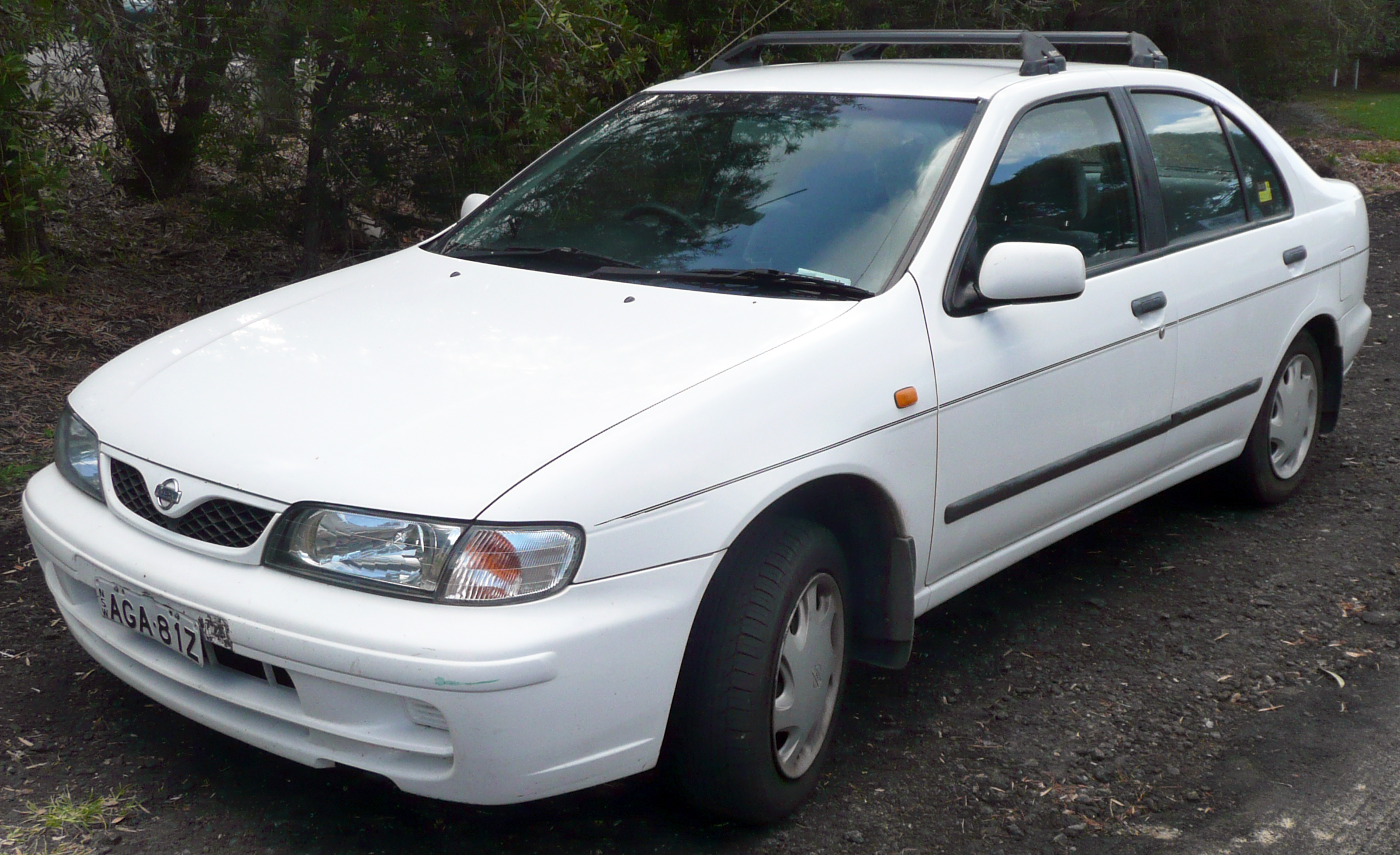
Nissan Pulsar N15 (1995–2000)

## Nissan Pulsar (C13)

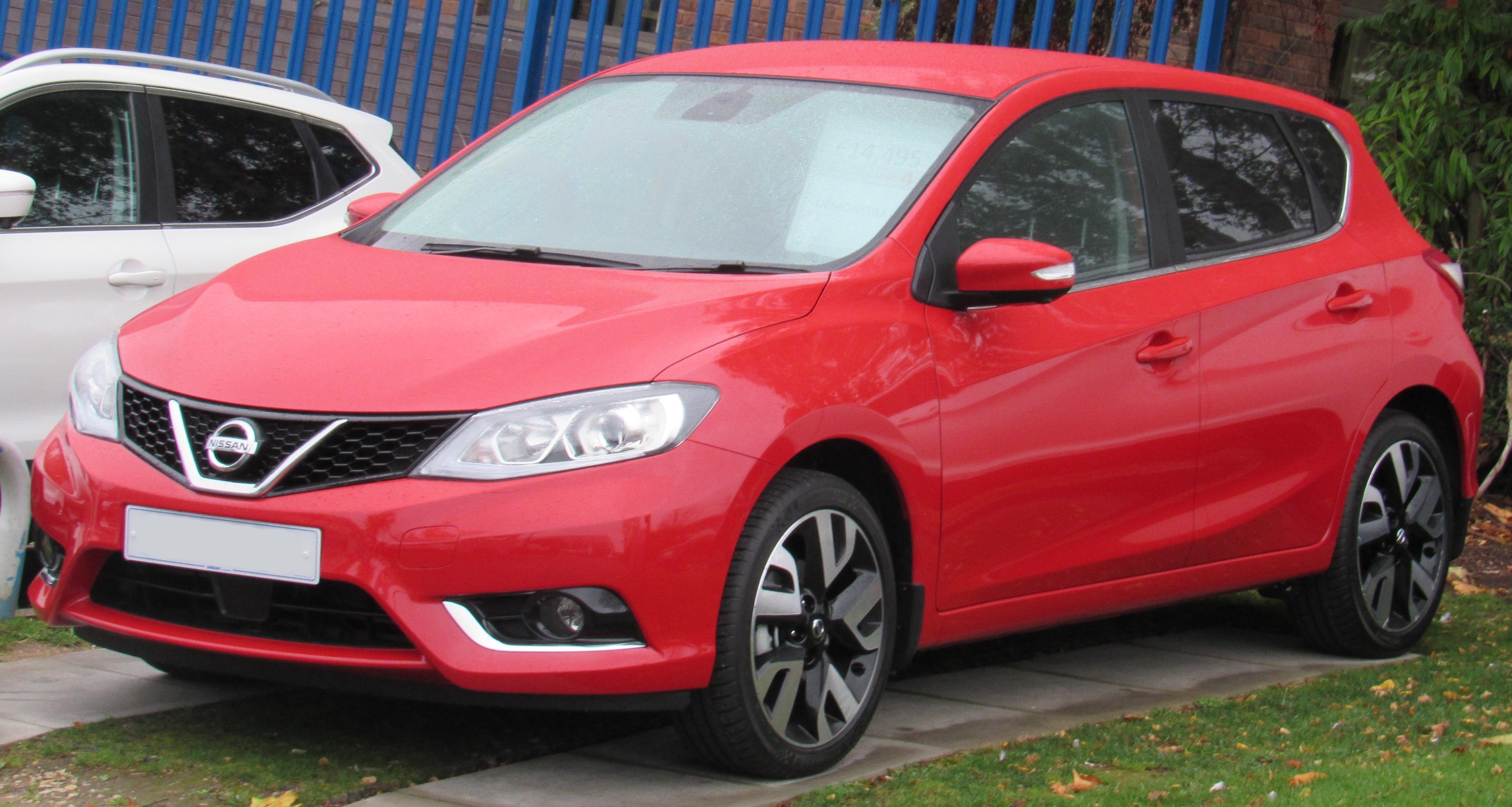
Nissan Pulsar Dig-T 1.2

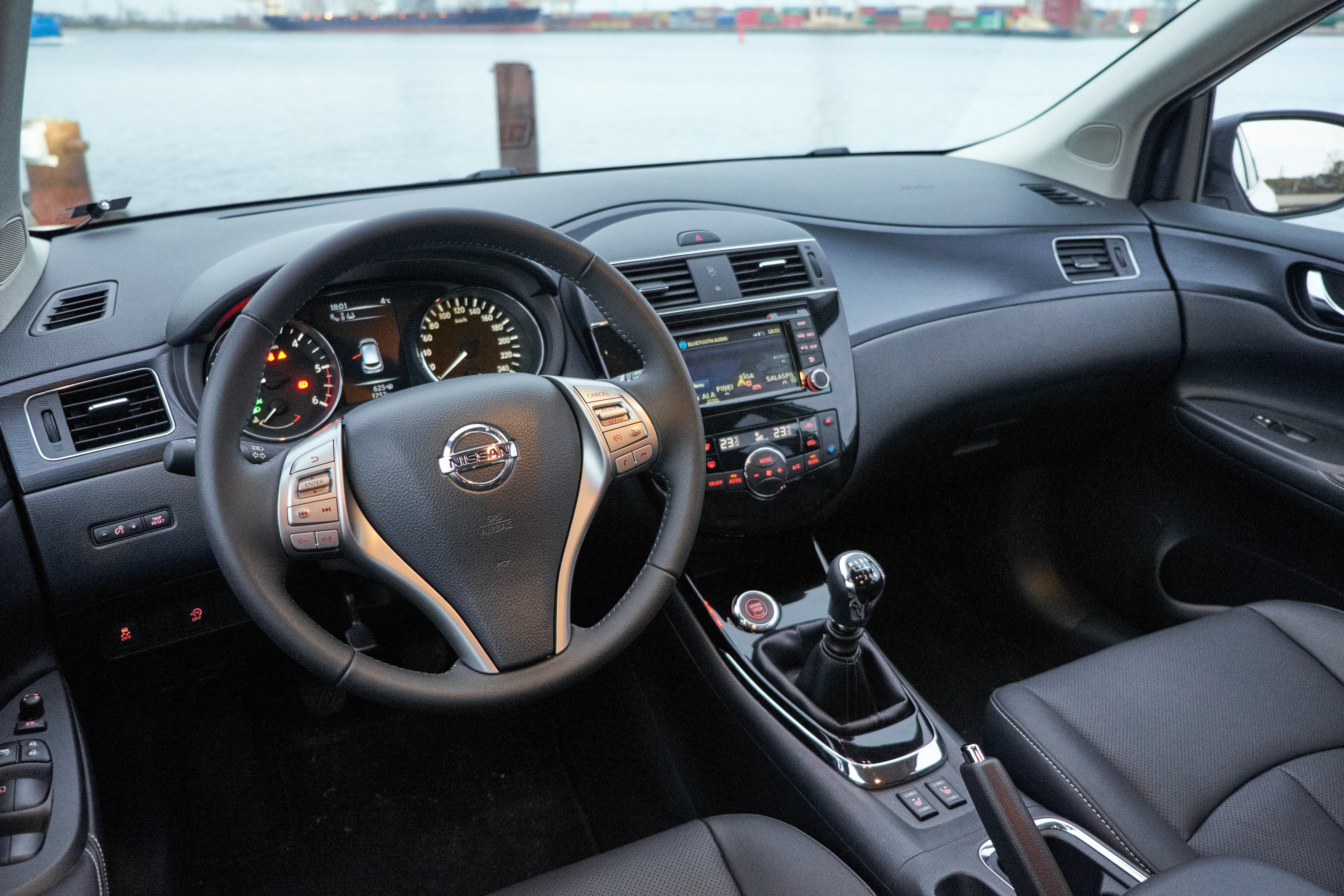
Салон

Nissan Pulsar (заводський індекс C13) дебютував в 2014 році виключно для європейського ринку. За потужність автомобілів Pulsar (C13) відповідають один дизельний та три бензинових двигуна. Бензиновий перелік розпочинає 1.5-літровий 4-циліндровий силовий агрегат на 105 к.с. Доповнений 5-ступінчастою МКПП. Продовжує перелік 1.2-літровий 4-циліндровий турбодвигун DiG-T потужністю 115 к.с. Завершує бензиновий перелік 1.6-літровий 4-циліндровий турбодвигун DIG-T на 190 к.с. 1,5 dCi чотирициліндровий дизельний двигун представлений у версії на 110 кінських сил..

### Двигуни
- 1.2 DIG-T HR12DDT 115 к.с.
- 1.6 DIG-T MR16DDT 190 к.с.
- 1.5 dCi K9K 110 к.с.